# Ekguldblomfluga
Ekguldblomfluga (Ferdinandea ruficornis) är en tvåvingeart som först beskrevs av Fabricius 1775.  Ekguldblomfluga ingår i släktet guldblomflugor, och familjen blomflugor.
Artens utbredningsområde är Danmark. Enligt den svenska rödlistan har arten varit nära hotad i Sverige. Men vid rödlistningen 2015 omvärderades arten till livskraftig (LC).. Arten förekommer i Götaland, Öland, Svealand och Övre Norrland. Artens livsmiljö är skogslandskap, jordbrukslandskap. Inga underarter finns listade i Catalogue of Life.